# Naineris jacutica
Naineris jacutica är en ringmaskart som beskrevs av Annenkova 1931. Naineris jacutica ingår i släktet Naineris och familjen Orbiniidae. Inga underarter finns listade i Catalogue of Life.